# Cardito
Cardito est une commune de la ville métropolitaine de Naples dans la Campanie en Italie.

## Géographie
Cardito est limitrophe des municipalités d'Afragola, Caivano, Casoria, Crispano, Frattamaggiore, et son centre se trouve à 13 km au nord de celui de Naples.

## Histoire
Toute l'histoire de Cardito est contenue dans un livre écrit par un de ses enfants, don Gaetano Capasso (it).
Les premières traces de présences humaines sur le site remontent aux IVe et IIIe siècles av. J.-C. Ce sont des tombes Samnites qui témoignent de la présence d'une nécropole sur le territoire. Commencent à s'installer aussi des habitants d'Atella qui fuient les premières incursions romaines. Le site est ensuite occupé jusqu'au Moyen Âge, et est mentionné pour la première fois en 1202, dans une bulle papale d'Innocent III, mais Cardito n'est alors qu'un hameau d'Aversa, et le restera jusqu'à l'époque du royaume de Naples.
En 1647, le bourg est occupé par la République napolitaine.
En 1656, sa population fut presque anéantie par une épidémie de peste.
En 1928, la municipalité fut traversée par la Strada Statale 87 Sannitica (it) (route nationale 87 Samnite), qui reliait Naples à Termoli (des modifications administratives ont depuis dévié son parcours), et peut-être à cause de cela, Cardito a progressivement vu doubler sa population depuis la fin de la Seconde Guerre mondiale.

## Administration
| Période                                  | Période  | Identité       | Étiquette       | Qualité |
| ---------------------------------------- | -------- | -------------- | --------------- | ------- |
| 29 mai 2007                              | En cours | Giuseppe Barra | Centro-Sinistra |         |
| Les données manquantes sont à compléter. |          |                |                 |         |

### Hameaux
Carditello

### Communes limitrophes
Afragola, Caivano, Casoria, Crispano, Frattamaggiore